# Aluvión de Huaraz de 1941
El aluvión de Huaraz de 1941 hace referencia a un alud acaecido el 13 de diciembre de 1941 en el área urbana de la ciudad de Huaraz, capital de la región Áncash, Perú, en el que murieron al menos 1800 personas, 400 resultaron heridas y 1500 familias fueron afectadas.

## Desarrollo del suceso
En la mañana del 13 de diciembre de 1941, en la quebrada Cojup dentro del Parque Nacional Huascarán, un enorme pedazo del glaciar adyacente cayó a la laguna Palcacocha generando una ola y causando la ruptura del dique morrénico que contenía a la laguna. El agua se desbordó hacia el valle Cojup, destruyendo otra laguna en su camino, Jiracocha, y llevando bloques de hielo, rocas grandes y barro líquido hacia el valle del río Santa a lo largo de la cuenca del río Paria hasta su unión con el río Aquis formando la cuenca río Quilcay. En 15 minutos el lodo llegó a Huaraz, con 400 m³ de desechos enterrando partes de la ciudad y causando la muerte de aproximadamente 1,800 habitantes.